# PIDE
PIDE, Polícia Internacional e de Defensa do Estado (ung. Polisen för internationell verksamhet och för statens försvar) var den militära hemliga polisen i Portugal under Estado Novo (1933-1974), främst under dess grundare Antonio Salazars regeringstid. Före 1945 var den känd under namnet PVDE, (Polícia de Vigilância e de Defesa do Estado, Polisen för övervakning och statens försvar). PVDE organiserades ursprungligen med det italienska OVRA och det tyska Gestapo som förebild. Den portugisiska hemliga polisen anses vara en av de mest effektiva som nyttjats i diktaturregimer och bedrev en omfattande infiltrering av inhemska och utländska anarkistiska, kommunistiska och afrikanska oppositionella grupper (MPLA, FNLA mm), samt av portugisiska nationalsyndikalister och nazistsympatisörer. PVDE nyttjade godtycklig internering, deportation till kolonierna eller landsorten och till och med lönnmord för att säkerställa regimens kvarlevnad.
Efter krigsslutet 1945 sökte Portugal att inte uppfattas som en övervintrad fasciststat och oppositionen bjöds formellt in att delta i de allmänna valen under kontrollerade former. De kosmetiska reformerna medförde att Salazarregimen omorganiserade PVDE till PIDE, nu med legitima polisorganisationer som Scotland Yard som förebild, dock utan att uppge sitt kall att försvara diktaturen med alla medel som uppfattades som nödvändiga. Det senare visades inte minst genom mordet på presidentkandidaten Humberto Delgado 1965 samt den moçambiqueske frihetskämpen Eduardo Mondlane 1969. Då Portugal saknade dödsstraff, ingen avrättning hade verkställts i landet sedan 100 år före Salazar, var exil till kolonierna och i extremfall lönnmord metoderna som tillgreps för att tysta oppositionen.
Som ett led i liberaliseringsprocessen efter Salazars fall 1968 döptes säkerhetstjänsten 1969 om till DGE (Direcção Geral de Segurança, Allmänna säkerhetsdirektoriet), samtidigt som dess metoder ytterligare beskars. Som ett led i Nejlikerevolutionens demokratisering avskaffades den 1974.